# Municipio Pedro Zaraza
Pedro Zaraza es uno de los 15 municipios del Estado Guárico, Venezuela. Su capital es la ciudad de Zaraza. Tiene una superficie de 2410 km² con una población de 95 642 habitantes. Este municipio está conformado por 3 parroquias, San José de Unare 12 001 hab, Tacalito (5012 hab) y Zaraza Capital con 78 640 hab según proyecciones del INE para 2016.

## Historia del municipio
Para noviembre del 2014, el ministerio del poder popular para Relaciones Interiores, Justicia y Paz suspenden a la policía municipal de esta localidad según Gaceta Oficial Nro. 40.537.

## Economía
Sus habitantes se dedican a actividades ganaderas, agrícolas, comerciales y turísticas. En años anteriores, el desarrollo industrial del municipio mostró una tendencia al crecimiento, con la presencia de procesadoras de leche y cereales, centros de almacenamiento de granos, proyectos de construcción, oferta turística, y servicios asociados al sector agropecuario, así como la elaboración artesanal de queso. Sin embargo, este dinamismo industrial ha disminuido con el tiempo, en parte atribuible, según algunas fuentes, a deficiencias en la gestión municipal durante determinadas administraciones. 

### Industria
Tiene varios centros de actividad industrial.
- PROLLOSA (Productos Lácteos Llano Oriental S.A) expropiada en el  2010 y en la actualidad se encuentra casi inoperante
- ASERRADEROS
- AGRODIZA
- CASA (Corporación de Abastecimiento de Servicios Agrícolas). Inoperante
- REMAVENCA (Receptora de Granos de Maíz y Procesamiento de harinas ) Inoperante
- PDVSA Gas (Almacenamiento)
- AGROPATRIA (Oficina Comercial, Silos y Procesamiento de alimentos).
- SILOS ZARAZA (Almacenamiento de cereales)
- Empresas de Asistencia Técnica al productor del campo (5)
- Red. de Sistema Farmacéutico.
- CANTV (Servicio Al Público).
- Construcción
- Grupo RONGRAT.

### Ganadería
Todo el municipio es apto para la explotación ganadera. Esta actividad representa un importante rubro para la Zona.

### Agricultura
Los suelos proveen gran fertilidad para cultivos como sorgo, maíz, algodón, etc.

## Turismo
Los Festivales y actividades regionales, proveen de una fuente intermitente pero efectiva de ingresos a los artesanos y demás periferias de este comercio.
Para el mes de febrero, Zaraza y toda su gente, se prepara con gran emoción para celebrar el evento Carnavalesco más importante del Estado Guárico y del Llano Oriental de Venezuela, pues son los únicos que atraen tal cantidad de Turistas para la Ciudad llanoriental, en esta época, la reserva hotelera llega a alcanzar el 97% de la capacidad total en Zaraza, según las autoridades de la cámara de Turismo del Municipio Pedro Zaraza, para una información más amplia; ver: Carnaval de Zaraza.
Eventos Tradicionales
La Procesión del Cristo de la Salud inicia de manera formal en 1857, específicamente el 1 de enero de ese año, como cumplimiento de una promesa por la erradicación del "vómito negro" (fiebre amarilla) que afectaba a la población. Esta fecha se ha mantenido tradicionalmente, siendo el 1 de enero de cada año el día en que Zaraza se transforma en un escenario de fervor y emotividad.
La jornada comienza temprano en la mañana con una Misa solemne en la Iglesia San Gabriel Arcángel, un espacio donde los devotos se congregan para elevar sus oraciones y dar gracias. La imagen, meticulosamente adornada con flores, es llevada en hombros por los devotos, quienes, con velas encendidas en mano, entonan cánticos religiosos y rezos que resuenan en cada rincón. Es un espectáculo de fe inquebrantable; un río humano que fluye por las arterias de la ciudad, manifestando promesas cumplidas y esperanzas renovadas. No es inusual observar a penitentes que, en señal de agradecimiento o súplica, caminan descalzos o ataviados con vestimentas simbólicas, cumpliendo así con las promesas hechas al Cristo de la Salud. Para el año 2023, la procesión alcanzó su edición número 167, lo que subraya la centenaria continuidad de esta tradición.
La Procesión del Cristo de la Salud trasciende su carácter religioso para convertirse en un poderoso catalizador de la identidad zaraceña. Es un día donde la comunidad se une en un propósito común, reafirmando sus raíces y lazos históricos. Las calles se llenan de historias susurradas, de encuentros entre familiares y amigos que regresan al pueblo para ser parte de esta tradición. Es un testimonio vivo de la resiliencia y la profunda espiritualidad de un pueblo que, a través de su fe, encuentra consuelo, esperanza y un inquebrantable sentido de pertenencia. La procesión no es solo un evento; es la manifestación de un legado que Zaraza guarda con celo en el alma de su gente.

## Geografía

### Límites
La extensión territorial aproximadamente del municipio en el cual se ubica la ciudad, es de 2.475 km² y delimita con los siguientes territorios:
- Por el noreste: limita con el estado Anzoátegui, fijado por convenido por ante la sala federal política y administrativa de la Corte Federal y Casación el 12 de marzo de 1930.

- Por el sur: limita con los Municipios Santa María de Ipire y el Socorro, partiendo de las sierras comprendidas entre las cabeceras de los ríos Unare e Ipire, siguiendo por este último hasta llegar al vecindario Santa Bárbara de Ipire y aquí en Línea recta desde Campo Lindo hasta El Arenal, rompiendo el paso Pachaquero en Quebrada Honda.

- por el este: por el estado Anzoátegui desde el río Unare en su confluencia con Quebrada Honda hasta llegar a su cabecera en la Sierra.

- por el oeste: limita con el Municipio José Félix Ribas, desde el paso Pachaquero rigiéndose en línea recta hasta llegar al punto denominado El Macho, y de aquí en línea recta al Páramo, hasta donde cuenta la Quebrado El Pescado, pasando por allí hasta al cerro Salsipues

## Parroquias
1. San José de Unare
2. Parroquia Zaraza

### Población
Su población en 1990 era de 54 168 habitantes, al censo del 2011 la población estaba en los 62 027 habitantes.

## Símbolos

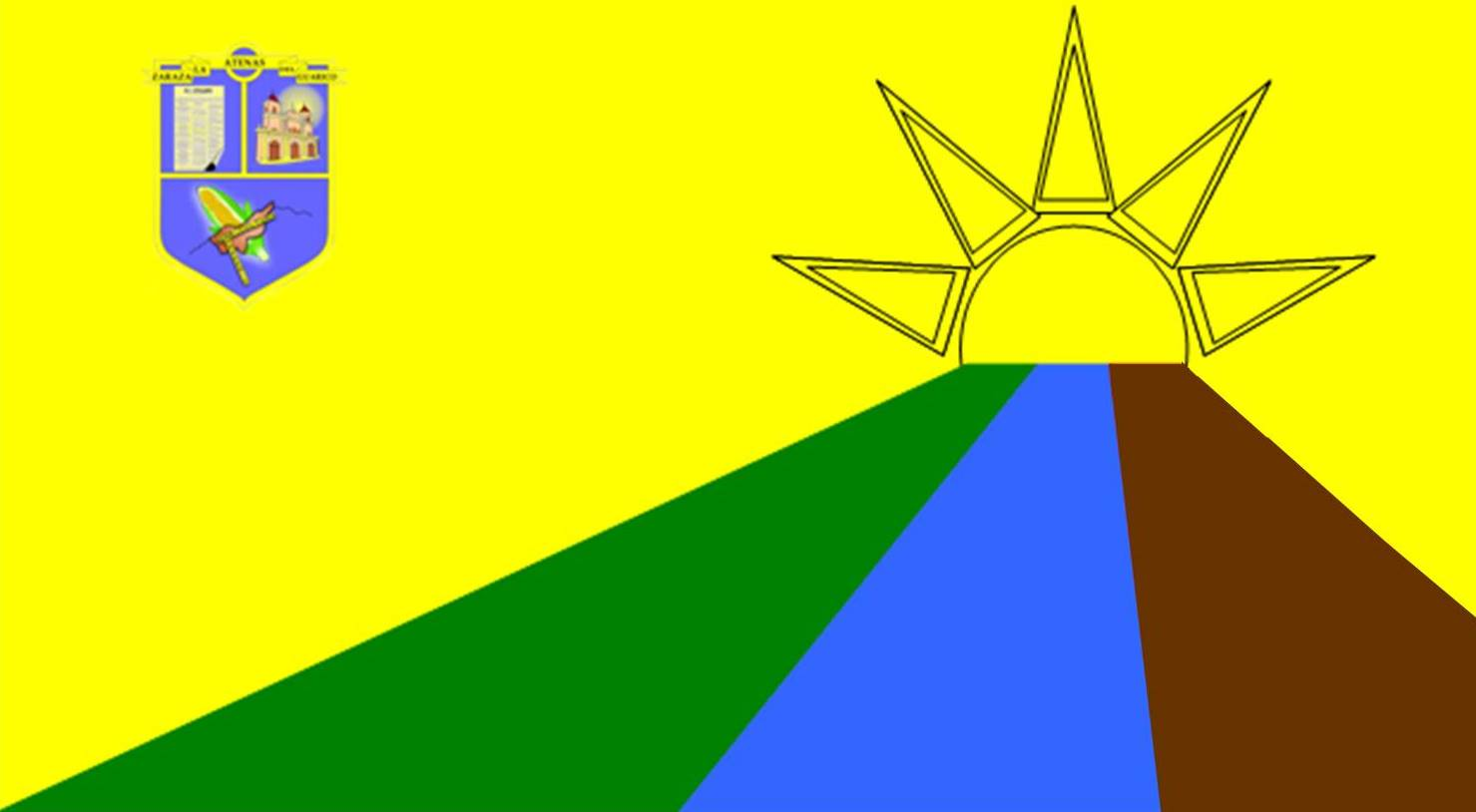
Bandera del Municipio Pedro Zaraza

### Bandera
Decretada como tal el 3 de agosto de 2005.Su autor la diseñadora gráfica Omaira Macayo. La bandera tiene de fondo el color amarillo, donde resalta una imagen en síntesis gráfica de un sol naciente y a su vez representación del clima "llano caliente" desde allí se desprenden desde un punto de fuga tres franjas gruesas gráficamente trazadas en perspectiva y representan el horizonte de las extensas llanuras y cuyas franjas tienen tres colores diferentes: verde a la izquierda que simboliza el verde pasto, color del llano, color de la vegetación.El azul en el centro representa el agua... municipio rodeado de ríos represas, presencia de lagunas, también está relacionado con las lluvias en épocas de invierno tiempos propicios para la siembra y agricultura, este color también expresa azul del conocimiento por ser una ciudad universitaria y de excelentes personajes que han contribuido a grandes aportes educativos, científicos y culturales y por ello es llamada Zaraza la Atenas del Guárico. El marrón al lado derecho representa el color de los suelos fértiles, suelos donde pastorea el ganado, representación de la ganadería. De lado izquierdo de la bandera, en la sección amarilla, se encuentra el Escudo del Municipio.

### Escudo
Escudo cortado: 1.º, en campo de azur, la portada del periódico "El Unare", fundado en este municipio el cuatro de enero de 1881; medio partido de azur con la imagen de la Catedral de San Gabriel Arcángel, que es Patrimonio Cultural del Municipio, fundada en el año 1914; y 2.º, en campo de azur una mazorca de maíz, enlazada con las palabras AGRICULTURA y GANADERÍA, que son las dos principales actividades económicas de la zona. En la parte superior, antes de los tres cuarteles mencionados, se encuentra una cinta con un lema que dice "Zaraza La Atenas del Guárico".

### Himno
- Autor y Compositor: Oswaldo Emilio Morillo.

Coro
Campesinos, obreros y estudiantes'
hombres del futuro, mujeres del mañana'
tomemos de la mano el nuevo tiempo'
ese sol que ilumina a Zaraza (Bis)'
I
Llegó el momento de mi tierra'
en la Bandera Gloriosa del Peral'
la semilla que siembras dentro de ella'
convertida en prosperidad'
Coro
II
El trabajo creador del zaraceño'
en el surco regado de bondad'
crece el oro oliente del granero'
gracias Dios, por darnos nuestro pan'
Coro
III
En totuma postrera abundante
con espuma de fé y esperanza
crece la cultura de mi pueblo
y mi llano con su aroma enlaza
Coro 
IV
San Gabriel es tu santo patrón'
eres Atenas de mi Guárico amado'
eres tú ciudad universitaria'
también eres la cuenca de mi llano'
Coro
V
Se abraza el Unare y el Ipire'
como hermanos de una misma raza'
en Urica se acaba la Bovera'
pero nunca se quiebra la Zaraza'

## Política y Gobierno

### Alcaldes
| Período     | Alcalde                | Partido Político | % de votos | Notas |
| ----------- | ---------------------- | ---------------- | ---------- | --- |
| 1989 - 1992 | Pedro Castro Gutiérrez | AD               | 37,62      | Primer alcalde bajo elecciones directas                                                                                |
| 1992 - 1995 | Cristóbal Rodríguez    | AD               | 41,45      | Segundo alcalde bajo elecciones directas                                                                               |
| 1995 - 2000 | Cristóbal Rodríguez    | AD               | -          | Reelecto(se realizaron elecciones generales adelantadas en el 2000 debido a la aprobación de la Constitución de 1999)  |
| 2000 - 2004 | David Fares            | PPT              | 40,30      | Tercer alcalde bajo elecciones directas                                                                                |
| 2004 - 2008 | David Fares            | PPT              | 55,42      | Reelecto |
| 2008 - 2013 | Freddy Ali Gomez       | PSUV             | 53,42      | Cuarto alcalde bajo elecciones directas (se postergan 1 año las elecciones municipales pautadas para finales del 2012) |
| 2013 - 2017 | Whillfredo Balza       | PSUV             | 46,36      | Quinto alcalde bajo elecciones directas                                                                                |
| 2017 - 2021 | Jumarly Fonseca        | PSUV             | 81,93      | Sexto alcalde bajo elecciones directas                                                                                 |
| 2021 - 2025 | Carlos Castillo        | AP               | 53,22      | Séptimo alcalde bajo elecciones directas. Actualmente desde 2022 se unió a la Alianza para el Cambio.                  |

### Concejo municipal
Período 1989 - 1992
| Concejales:            | Partido político / Alianza |
| ---------------------- | -------------------------- |
| Victor Alcalá          | AD                         |
| Cristobal Rodríguez    | AD                         |
| Freddy Figueroa        | AD                         |
| Rafael Celestino Pinto | MAS                        |
| José Ricardo Contreras | MAS                        |
| Simon Castillo         | COPEI                      |
| Victor Rengifo         | OPINA                      |

Período 1992 - 1995
| Concejales:         | Partido político / Alianza |
| ------------------- | -------------------------- |
| Antonio Khoury      | AD                         |
| Oswaldo Merina      | AD                         |
| Horacio Aguilar     | AD                         |
| Luis Gerónimo Rojas | AD                         |
| Segio Bernaez       | COPEI                      |
| Victor Rengifo      | COPEI                      |
| Antonio García      | COPEI                      |

Período 1995 - 2000
| Concejales:      | Partido político / Alianza |
| ---------------- | -------------------------- |
| Angel D' Luca    | AD                         |
| Oswaldo Morillo  | AD                         |
| Vicente Sánchez  | AD                         |
| Carlos Alvelaez  | AD                         |
| Oswaldo Medina   | AD                         |
| Yofre Ramos      | AD                         |
| Humberto Armas   | COPEI                      |
| Pedro Campos Ron | COPEI                      |
| Lila Urbina      | COPEI                      |

Período 2000 - 2005
| Concejales:           | Partido político / Alianza |
| --------------------- | -------------------------- |
| Jesus Rojas           | PPT                        |
| Marcedes Balza        | PPT                        |
| Fancisco Luzondo      | PPT                        |
| Jose Hernández Acosta | MVR                        |
| Lila Laya             | MVR                        |
| Oliver Luyano         | AD                         |
| Richard Antivero      | AD                         |

Período 2005 - 2013
| Concejales:              | Partido político / Alianza |
| ------------------------ | -------------------------- |
| Milvida Matute           | MVR                        |
| Carmen Alvarado de Rojas | MVR                        |
| Arelys Alvarez           | MVR                        |
| Enzo Arvelaez            | MVR                        |
| Antonio Hernandez        | PPT                        |
| Euclides Cheremos        | PPT                        |
| Rafael Celestino Pinto   | AD                         |

Período 2013 - 2018:
| Concejales:        | Partido político / Alianza |
| ------------------ | -------------------------- |
| Jonathan Taipe     | PSUV                       |
| Graciaela Corrales | PSUV                       |
| Edith Alvarez      | PSUV                       |
| Jairo Bello        | PSUV                       |
| Neptaly Delgado    | PSUV                       |
| Glevi Azuaje       | PSUV                       |
| Juan Balza         | MUD                        |

Periodo 2018 - 2021
| Concejales:      | Partido político / Alianza |
| ---------------- | -------------------------- |
| Marisol González | PSUV                       |
| Juana Romero     | PSUV                       |
| Elizabeth Carico | PSUV                       |
| Pastor Hernández | PSUV                       |
| José Gutiérrez   | PSUV                       |
| Tomas Gueche     | PSUV                       |
| Yuihanny Torres  | PSUV                       |

Periodo 2021 - 2025
| Concejales:         | Partido político / Alianza |
| ------------------- | -------------------------- |
| Emma Cabeza         | AP                         |
| Werliz Salazar      | AP                         |
| Juan Fernández      | AP                         |
| Sorelin Castro      | AP                         |
| Agustin Bernaez     | AP                         |
| Luisa Fernández (*) | PSUV                       |
| José Aular          | PSUV                       |

Nota (*):Luisa Elena Fernández falleció el 3 de julio de 2022.

## La Alcaldía
web: www.alcaldiadezaraza.com